# Franz Ferdinand
I Franz Ferdinand sono un gruppo rock alternativo britannico, costituitosi a Glasgow nel 2002.
Dopo l'abbandono del chitarrista Nick McCarthy nel 2016 e del batterista Paul Thomson nel 2021, l'attuale formazione comprende Alex Kapranos (voce e chitarra), Bob Hardy (basso), Dino Bardot (chitarra), Julian Corrie (tastiere e cori) e Audrey Tait (batteria e cori).
Tra le band di spicco del cosiddetto post-punk revival, conobbero il successo nel 2004 con l'album di debutto, l'eponimo Franz Ferdinand, il cui singolo Take Me Out valse alla band la nomination come miglior performance rock ai Grammy Awards; nello stesso anno la band si aggiudicò il Mercury Prize. La band ha piazzato vari singoli nella top 20 britannica, ottenuto varie candidature ai Grammy Awards e vinto due Brit Awards, come miglior gruppo britannico, e un NME Award.

## Storia

### Formazione e primi anni
I membri dei Franz Ferdinand suonarono in varie band durante gli anni novanta, tra cui The Karelia, Yummy Fur, 10p Invaders ed Embryo. Alex Kapranos suonò negli Yummy Fur e successivamente scrisse canzoni. Nel 2001 il chitarrista Nick McCarthy, dopo aver studiato musica in Germania, tornò in Scozia e incontrò Alex Kapranos.
Nel maggio 2003 firmò per la Domino Records e verso la fine dello stesso anno pubblicò il suo primo EP, intitolato Darts of Pleasure, che raggiunse la 43ª posizione nella classifica britannica. Il singolo vinse il Philip Hall Radar Award agli NME Awards del 2004.

### Franz Ferdinand: il debutto commerciale
Volati in Svezia per l'incisione del loro primo album, collaborano con il produttore dei Cardigans, Tore Johansson. Il loro secondo singolo, Take Me Out, esce nel gennaio 2004 e un mese più tardi sale alla terza posizione della classifica britannica dei singoli, facendo debuttare l'album, l'eponimo Franz Ferdinand, alla stessa posizione della classifica britannica degli album, e divenendo uno dei pezzi rock più noti del decennio. Il disco riscuote lo stesso successo negli Stati Uniti, dove, pur non raggiungendo le vette della classifica, resta tanto a lungo nella classifica da poter vendere oltre 1 milione di copie, ricevendo il Disco di platino.
Grazie a questo album, la band riceve l'acclamazione del pubblico, unanimi consensi di critica e numerosi premi internazionali, come il Mercury Music Prize, l'Ivor Novello Award, due Brit Awards e un premio come miglior video da MTV per Take Me Out. L'album ottiene un buon riscontro nelle classifiche mondiali, vendendo più di 3 milioni e mezzo di copie.

### You Could Have It So Much Better
Il 17 febbraio 2005, agli NME Awards, Alex Kapranos ha ringraziato in una intervista i "grandi gruppi" che hanno ispirato le composizioni dei Franz Ferdinand. Fra i vari nomi compaiono gli Oasis, i Depeche Mode, i New Order e i Pet Shop Boys.
Nel mese di ottobre esce il secondo album, You Could Have It So Much Better, chiamato così nonostante la band avesse inizialmente deciso di nominare i loro dischi semplicemente "Franz Ferdinand".
La copertina dell'album è stata fatta su modello di un quadro di Alexander Rodchenko, rappresentante il ritratto di Lilya Brik. L'album ha un discreto successo, subito entra alla numero uno inglese e in Top10 americana.
I singoli per promuovere l'album in totale sono quattro: Do You Want To, Walk Away, usciti nel 2005 e The Fallen, Elenoir Put your Boots On usciti nel 2006. Un'ulteriore traccia L. Wells è stata fatta uscire come A-side di The Fallen ed entrambe hanno ottenuto un buon airplay nel mondo andando alla numero della classifica Indie inglese.

### Tonight: Franz Ferdinand
Nel gennaio 2009 è la volta di Tonight: Franz Ferdinand: new wave, funk ed elettronica segnano il nuovo corso della band. Il singolo promotore è Ulysses, brano elettronico, presentato anche in vari remix nonché in versione DUB. L'album, infatti, è accompagnato da un Bonus Disc chiamato Blood con tutti i brani rimaneggiati in chiave DUB; Nel corso del 2009, l'album uscirà anche in versione singola, cioè non accompagnato dalla versione studio e arricchito di un'ulteriore traccia inedita. All'album ha collaborato anche il produttore Dan Carey, che ne ha curato i remix e la rivisitazione DUB. I singoli successivi sono No You Girls, usato anche per lo spot della Apple, Can't Stop Feeling, What She Came For.

Nel loro tour, svoltosi in quell'anno, hanno avuto come spalla i Kissogram.

### Right Thoughts, Right Words, Right Action
Il 16 maggio 2013 la band ha pubblicato un teaser trailer per annunciare il nuovo album, contenente la copertina e l'elenco completo delle tracce.
Il 27 giugno sono state pubblicate su YouTube le tracce audio di Right Action e Love Illumination ed entrambe sono state rese disponibili per l'acquisto su iTunes; il video ufficiale di Right Action è stato pubblicato il 7 luglio sul canale Vevo ufficiale della band.
L'album, il quarto in studio, è stato pubblicato il 26 agosto nel Regno Unito.

### FFS
Il 9 marzo 2015 i Franz Ferdinand svelano la collaborazione con gli Sparks, storico gruppo glam rock americano. Questo sodalizio si concretizza in seguito in un progetto denominato FFS (Franz Ferdinand and Sparks). Con questo nome, i due gruppi danno alla luce un disco congiunto e, in più, tengono un tour svolto in Europa nell'estate del 2015 (con una tappa anche presso il primo Lollapalooza europeo, tenutosi a Berlino).

### L'abbandono di Nick McCarthy eAlways Ascending
L'8 luglio 2016 i Franz Ferdinand annunciano che il chitarrista Nick McCarthy non prenderà parte alle registrazioni per il loro nuovo album e al nuovo tour per avere più tempo da dedicare alla sua famiglia, sancendone così l'uscita definitiva dal gruppo.
Il 14 ottobre dello stesso anno la band partecipa al programma 30 Days, 30 Songs e pubblica il brano di protesta Demagogue, in cui dimostra la propria contrarietà alla candidatura di Donald Trump alle elezioni presidenziali negli Stati Uniti d'America del 2016.
Il cambio di formazione porta, nel maggio 2017, all'entrata nel gruppo del chitarrista Dino Bardot, già componente della band indie rock scozzese degli anni '90, e del tastierista e produttore musicale Julian Corrie, con i quali la band si esibisce in tour tra Stati Uniti ed Europa nell'estate 2017 (con tappe in Italia a Empoli e Lignano Sabbiadoro).
Il 25 ottobre 2017, quattro anni dopo la pubblicazione del precedente lavoro in studio, i Franz Ferdinand annunciano l'uscita dell'album Always Ascending per il 9 febbraio 2018, pubblicando sul proprio canale YouTube il videoclip promozionale del singolo di lancio, l'omonimo Always Ascending. Corrie si unisce al gruppo in vista della registrazione del disco, mentre Bardot a registrazione ultimata.

### L'abbandono di Paul Thomson,Hits to the HeadeThe Human Fear
Il 21 ottobre 2021 il gruppo annuncia l'uscita dalla band del batterista Paul Thomson, rimpiazzato da Audrey Tait, che aveva esordito dal vivo con i Franz Ferdinand in occasione di un'esibizione alla Settimana della moda di Parigi il 29 settembre precedente. Il 2 novembre 2021 viene pubblicato un nuovo singolo, Billy Goodbye, accompagnato da un videoclip promozionale; con Curious forma la coppia di brani inediti presenti nella compilation Hits to the Head, pubblicata l'11 marzo 2022.
Il 9 marzo 2022 la band si esibisce alla Roundhouse di Londra nell'ambito di Night for Ukraine, iniziativa benefica in favore degli sfollati e delle vittime dell'invasione russa dell'Ucraina.
L'11 settembre 2024 i Franz Ferdinand pubblicano il singolo Audacious e annunciano la pubblicazione del sesto album, The Human Fear, che esce il 10 gennaio 2025.

## Nome
Il nome della band è stato inizialmente ispirato da un cavallo da corsa chiamato Archduke Ferdinand. Dopo aver visto la vittoria del Northumberland Plate da parte del cavallo, nel 2001, la band ha iniziato a discutere sull'arciduca Francesco Ferdinando d'Asburgo-Este ed ha pensato che sarebbe stato un buon nome a causa dell'allitterazione del nome e delle implicazioni del suo assassinio nello scoppio della prima guerra mondiale.
I componenti hanno pubblicato le seguenti dichiarazioni sulla scelta del nome: "Principalmente ci piaceva il modo in cui suonava, ci piaceva l'allitterazione." ha detto Bob Hardy. "Era un personaggio incredibile, come anche la sua vita, o almeno la fine di essa, che è stata il catalizzatore per la completa trasformazione del mondo. È un perno della storia. Ma non voglio troppo intellettualizzare la scelta del nome. Fondamentalmente un nome dovrebbe suonare bene, come la musica." ha detto Alex Kapranos. Paul Thomson ha un'idea più cinica: "Mi piace l'idea che, se diventeremo famosi, le parole Franz Ferdinand faranno pensare alla band invece che alla figura storica".
In più, nel 2004 la band ha suonato alcuni concerti sotto lo pseudonimo di The Black Hands (letteralmente, "Le Mani Nere"), alludendo alla società segreta ritenuta responsabile dell'assassinio dell'arciduca di cui faceva parte Gavrilo Princip.

## Stile
Stilisticamente, la band è stata etichettata come "indie rock, post-punk revival, dance punk, dance rock e art rock".
Lo stile delle copertine degli album e dei singoli del gruppo è riconducibile all'immaginario dell'avanguardia russa. Esempi includono: You Could Have It So Much Better, che si ispira a un ritratto del 1924 di Lilya Brik eseguito da Alexander Rodchenko; Take Me Out, che si ispira a un'altra opera di Alexander Rodchenko, La sesta parte del mondo; This Fire, che si ispira a Spezza i Bianchi col cuneo rosso di El Lissitzky; Michael, che si ispira a Un Proun, sempre di El Lissitzky.

## Formazione
Attuale
- Alex Kapranos - voce, chitarra (2002-presente)
- Bob Hardy - basso (2002-presente)
- Audrey Tait - batteria, cori (2021-presente)
- Dino Bardot - chitarra (2017-presente)
- Julian Corrie - tastiere, cori (2017-presente)

Ex componenti
- Nick McCarthy - chitarra, voce, tastiera (2002-2016)
- Paul Thomson - batteria, cori (2002-2021)

## Discografia

### Album in studio
- 2004 – Franz Ferdinand
- 2005 – You Could Have It So Much Better
- 2009 – Tonight: Franz Ferdinand
- 2013 – Right Thoughts, Right Words, Right Action
- 2015 – FFS (Franz Ferdinand and Sparks)
- 2018 – Always Ascending
- 2025 – The Human Fear

## Premi e riconoscimenti
- Best Art Vinyl[23][24]
  - 2005 – Vincitori con Franz Ferdinand
  - 2006 – Vincitori con The Fallen 12"
- BRIT Award[25][26]
  - 2005 – British Rock Act
  - 2005 – British Group
  - 2005 – Candidatura al British Live Act
  - 2005 – Candidatura al British Breakthrough Act
  - 2005 – Candidatura al British Album per Franz Ferdinand
  - 2006 – Candidatura al British Group
  - 2006 – Candidatura al British Rock Act
  - 2006 – Candidatura al British Live Act
- Danish Music Award[27]
  - 2005 – Esordiente straniero dell'anno
  - 2005 – Hit straniera dell'anno per Take Me Out
- ECHO Award
  - 2006 – Candidatura al Best International Rock/Alternative Act
- Grammy Award[28]
  - 2005 – Candidatura alla miglior interpretazione rock di un duo o un gruppo per Take Me Out
  - 2005 – Candidatura al miglior videoclip per Take Me Out
  - 2005 – Candidatura al miglior album di musica alternativa per Franz Ferdinand
  - 2006 – Candidatura alla miglior interpretazione rock di un duo o un gruppo per Do You Want To
  - 2006 – Candidatura al miglior album di musica alternativa per You Could Have It So Much Better
- Hungarian Music Award
  - 2006 – Candidatura al miglior album rock straniero per You Could Have It So Much Better
- iHeartRadio Much Music Video Award
  - 2006 – Candidatura al Best International Group Video per Do You Want To
- Ivor Novello Award[29]
  - 2004 – Best Contemporary Song per Take Me Out
- Mercury Prize[30]
  - 2004 – Nationwide Building Society Mercury Prize per Take Me Out
- Meteor Music Award[31][32][33]
  - 2004 – Candidatura alla miglior esibizione dal vivo
  - 2004 – Miglior gruppo internazionale
  - 2004 – Miglior album internazionale per Franz Ferdinand
  - 2006 – Candidatura al miglior gruppo internazionale
- MTV
  - Los Premios MTV Latinoamérica
    - 2004 – Candidatura al miglior artista rivelazione – internazionale

  - MTV Asia Award
    - 2005 – Candidatura al Favorite Video per Take Me Out
    - 2006 – Candidatura al Favorite Video per Do You Want To
    - 2006 – Candidatura al Favorite Rock Act

  - MTV Australia Award
    - 2005 – Candidatura al Best Breakthrough

  - MTV Europe Music Award[34]
    - 2004 – Candidatura al miglior artista rivelazione
    - 2004 – Candidatura al miglior artista alternative
    - 2004 – Candidatura al miglior artista UK e Irlanda
    - 2005 – Candidatura al miglior artista rock
    - 2013 – Candidatura al miglior artista alternative

  - MTV Video Music Award
    - 2004 – Video innovativo per Take Me Out
    - 2004 – Candidatura all'MTV2 Award

  - MTV Video Music Awards Japan
    - 2005 – Candidatura al miglior artista rivelazione per Take Me Out
    - 2009 – Candidatura al miglior video di un gruppo per Ulysses
    - 2009 – Candidatura al miglior video rock per Ulysses

  - MTVU Woodie Award
    - 2004 – Candidatura al Soundtrack of My Life Woodie
- NME Award[35][36][37][38][39]
  - 2004 – Philip Hall Radar Award
  - 2004 – Candidatura al miglior gruppo rivelazione
  - 2005 – Candidatura al miglior gruppo britannico
  - 2005 – Candidatura al miglior gruppo dal vivo
  - 2005 – Miglior album per Franz Ferdinand
  - 2005 – Miglior brano per Take Me Out
  - 2005 – Candidatura al miglior video per Take Me Out
  - 2006 – Miglior gruppo dal vivo
  - 2006 – Candidatura al miglior gruppo britannico
  - 2006 – Candidatura al miglior album per You Could Have It So Much Better
  - 2006 – Candidatura al miglior video per Do You Want To
  - 2006 – Candidatura al miglior brano per Do You Want To
- Pollstar Concert Industry Awards
  - 2005 – Best New Touring Artist
- Q Award[40][41]
  - 2004 – Candidatura al miglior artista rivelazione
  - 2004 – Candidatura al miglior album per Franz Ferdinand
  - 2004 – Candidatura al miglior brano per Take Me Out
  - 2004 – Miglior video per Take Me Out
- Shortlist Music Prize[42]
  - 2004 – Candidatura
- Teen Choice Award[43]
  - 2005 – Candidatura al Choice Music: Rock Group
- UK Music Video Award[44]
  - 2009 – Candidatura al miglior video indie/alternative per Ulysses
  - 2009 – Candidatura al miglior editing in un video per No You Girls
  - 2009 – Candidatura al miglior styling in un video per No You Girls